# Hikaru Mori
Hikaru Mori (en 森ひかる (Mori Hikaru)), née le 7 juillet 1999 à Tokyo (Japon), est une trampoliniste japonaise. Elle est notamment sacrée championne du monde au trampoline individuel en 2019 et 2022.

## Carrière
Dès 2017, elle est médaillée d'argent en synchro avec sa compatriote Yumi Takagi.
Elle remporte la médaille d'argent dans l'épreuve individuelle féminine aux Jeux asiatiques de 2018 à Jakarta, en Indonésie. Cette année-là, elle remporte également une médaille d'or dans l'épreuve synchronisée féminine, aux côtés de Megu Uyama, aux Championnats du monde de trampoline qui se sont tenus à Saint-Pétersbourg, en Russie.
En 2019, elle remporte deux médailles d'or aux mondiaux, dans les épreuves individuelles féminines et individuelles par équipes féminines.
L'année 2020 est marqué par l'annulation des différentes compétition en raison de la pandémie de Covid-19. Qualifié pour le concours féminin de trampoline aux Jeux olympiques de Tokyo, une lourde faute dans le programme libre ruine toutes ses chances de podium avec une 13e place et un score de 63,775 points. Pour les Championnats du monde en novembre 2021 à Bakou, c'est encore un titre en équipes féminines et un titre de vice-championne du monde en synchro avec Narumi Tamura.
En 2022, elle est médaillée d'or en individuelle et en synchro aux Championnats du monde de trampoline 2022 à Sofia mais doit se contenter du bronze en équipe.